# Гасан Масуд
Гасан Масуд (арап. غسّان مسعود) је сиријски глумац, рођен 20. септембра 1958. године у Дамаску (Сирија).

## Филмографија
| Улоге Гасана Масуда |                                  |               |                         |          |
| Година              | Српски назив                     | Изворни назив | Улога                   | Напомена |
| 2007.               | Пирати са Кариба: На крају света |               | гусар Аманд             |          |
| 2006.               | Сенка тишине                     |               |                         |          |
| 2006.               | Долина вукова: Ирак              |               | Абдурахман Халис Каруки |          |
| 2005.               | Небеско краљевство               |               | Саладин                 |          |